# Walker (Fernsehserie)/Episodenliste
Diese Episodenliste enthält alle Episoden der US-amerikanischen Action-Krimiserie Walker, sortiert nach der US-amerikanischen Erstausstrahlung. Die Fernsehserie umfasst insgesamt vier Staffeln mit 69 Episoden.

## Übersicht
| Staffel | Episodenanzahl | Erstausstrahlung USA | Erstausstrahlung USA | Deutschsprachige Erstveröffentlichung |
| Staffel | Episodenanzahl | Staffelpremiere      | Staffelfinale        | Deutschsprachige Erstveröffentlichung |
| ------- | -------------- | -------------------- | -------------------- | ------------------------------------- |
| 1       | 18             | 21. Januar 2021      | 12. August 2021      | 24. Juli 2023                         |
| 2       | 20             | 28. Oktober 2021     | 23. Juni 2022        | 15. November 2023                     |
| 3       | 18             | 6. Oktober 2022      | 11. Mai 2023         |                                       |
| 4       | 13             | 3. April 2024        | 26. Juni 2024        |                                       |

## Staffel 1
Die Erstausstrahlung der ersten Staffel war vom 21. Januar bis zum 12. August 2021 auf dem US-amerikanischen Sender The CW zu sehen. Die deutschsprachige Erstveröffentlichung fand am 24. Juli 2023 bei RTL+ per Streaming statt.
| Nr. (ges.) | Nr. (St.) | Deutscher Titel           | Originaltitel              | Erstausstrahlung USA | Deutschsprachige Erstausstrahlung (D) | Regie               | Drehbuch                                                  | Zuschauer (USA) |
| ---------- | --------- | ------------------------- | -------------------------- | -------------------- | ------------------------------------- | ------------------- | --------------------------------------------------------- | --------------- |
| 1          | 1         | Eine Legende kehrt zurück | Pilot                      | 21. Jan. 2021        | 24. Juli 2023                         | Jessica Yu          | Anna Fricke                                               | 2,438 Mio.      |
| 2          | 2         | Wieder fest im Sattel     | Back in the Saddle         | 28. Jan. 2021        | 24. Juli 2023                         | Steve Robin         | Anna Fricke                                               | 2,112 Mio.      |
| 3          | 3         | Kein Blick zurück         | Bobble Head                | 4. Feb. 2021         | 24. Juli 2023                         | Randy Zisk          | Seamus Kevin Fahey                                        | 1,861 Mio.      |
| 4          | 4         | Fundsachen                | Don’t Fence Me In          | 11. Feb. 2021        | 24. Juli 2023                         | John T. Kretchmer   | April Fitzsimmons                                         | 1,725 Mio.      |
| 5          | 5         | Unter Verdacht            | Duke                       | 18. Feb. 2021        | 24. Juli 2023                         | Steve Robin         | Bret VandenBos & Brandon Willer                           | 1,675 Mio.      |
| 6          | 6         | Nicht ohne euch           | Bar None                   | 11. März 2021        | 24. Juli 2023                         | Amyn Kaderali       | Casey Fisher & Paula Sabbaga                              | 1,334 Mio.      |
| 7          | 7         | Spuren                    | Tracks                     | 18. März 2021        | 24. Juli 2023                         | Bola Ogun           | Casey Fisher & Paula Sabbaga                              | 1,450 Mio.      |
| 8          | 8         | Stürmische Zeiten         | Fine is a Four Letter Word | 8. Apr. 2021         | 24. Juli 2023                         | Stacey K. Black     | Katherine Alyse                                           | 1,030 Mio.      |
| 9          | 9         | Regel Nummer 17           | Rule Number 17             | 15. Apr. 2021        | 24. Juli 2023                         | Steve Robin         | Bret VandenBos & Brandon Willer                           | 1,137 Mio.      |
| 10         | 10        | Neue Wege                 | Encore                     | 6. Mai 2021          | 24. Juli 2023                         | Stacey K. Black     | Blythe Ann Johnson                                        | 0,979 Mio.      |
| 11         | 11        | Freiheit                  | Freedom                    | 13. Mai 2021         | 24. Juli 2023                         | Alex Pillai         | Geri Carillo                                              | 0,900 Mio.      |
| 12         | 12        | Auge um Auge              | A Tale of Two Families     | 20. Mai 2021         | 24. Juli 2023                         | Steve Robin         | Seamus Kevin Fahey & Anna Fricke Idee: Seamus Kevin Fahey | 1,002 Mio.      |
| 13         | 13        | Rache                     | Defend the Ranch           | 10. Juni 2021        | 24. Juli 2023                         | Alex Pillai         | Seamus Kevin Fahey & Anna Fricke Idee: Seamus Kevin Fahey | 1,028 Mio.      |
| 14         | 14        | Hoyts Vermächtnis         | Mehar’s Jacket             | 17. Juni 2021        | 24. Juli 2023                         | Diana Valentine     | Casey Fisher                                              | 0,987 Mio.      |
| 15         | 15        | Vier Steine               | Four Stones in Hand        | 24. Juni 2021        | 24. Juli 2023                         | Tessa Blake         | Paula Sabbaga                                             | 1,082 Mio.      |
| 16         | 16        | Schmutziges Spiel         | Bad Apples                 | 15. Juli 2021        | 24. Juli 2023                         | Joel Novoa          | Aaron Carew                                               | 0,963 Mio.      |
| 17         | 17        | Falsche Freunde           | Dig                        | 22. Juli 2021        | 24. Juli 2023                         | Richard Speight Jr. | Seamus Kevin Fahey & Anna Fricke                          | 1,148 Mio.      |
| 18         | 18        | Komplott                  | Drive                      | 12. Aug. 2021        | 24. Juli 2023                         | Steve Robin         | Seamus Kevin Fahey & Anna Fricke                          | 1,097 Mio.      |

## Staffel 2
Die Erstausstrahlung der zweiten Staffel war vom 28. Oktober 2021 bis zum 23. Juni 2022 auf dem US-amerikanischen Sender The CW zu sehen. Die deutschsprachige Erstveröffentlichung fand am 15. November 2023 bei RTL+ per Streaming statt.
| Nr. (ges.) | Nr. (St.) | Deutscher Titel       | Originaltitel              | Erstausstrahlung USA | Deutschsprachige Erstausstrahlung (D) | Regie                       | Drehbuch                                                                                  | Zuschauer (USA) |
| ---------- | --------- | --------------------- | -------------------------- | -------------------- | ------------------------------------- | --------------------------- | ----------------------------------------------------------------------------------------- | --------------- |
| 19         | 1         | Undercover            | They Started It            | 28. Okt. 2021        | 15. Nov. 2023                         | Steve Robin                 | Seamus Kevin Fahey & Anna Fricke                                                          | 0,954 Mio.      |
| 20         | 2         | Ein hoher Preis       | The One Who Got Away       | 4. Nov. 2021         | 15. Nov. 2023                         | Richard Speight Jr.         | Seamus Kevin Fahey & Anna Fricke                                                          | 1,019 Mio.      |
| 21         | 3         | Teuflisch heiß        | Barn Burner                | 11. Nov. 2021        | 15. Nov. 2023                         | Joel Novoa                  | Arron Carew & Blythe Ann Johnson                                                          | 0,870 Mio.      |
| 22         | 4         | Doppelter Boden       | It’s Not What You Think    | 18. Nov. 2021        | 15. Nov. 2023                         | Jackeline Tejada            | Casey Fisher                                                                              | 0,847 Mio.      |
| 23         | 5         | Neue Menschen         | Partners and Third Wheels  | 2. Dez. 2021         | 15. Nov. 2023                         | Aprill Winney               | Geri Carillo                                                                              | 0,930 Mio.      |
| 24         | 6         | Licht und Schatten    | Douglas Fir                | 9. Dez. 2021         | 15. Nov. 2023                         | Steve Robin                 | Bret VandenBos & Brandon Willer                                                           | 0,981 Mio.      |
| 25         | 7         | Irrwege               | Where Do We Go From Here?  | 13. Jan. 2022        | 15. Nov. 2023                         | Amyn Kaderali               | Anna Fricke & Katherine Alyse                                                             | 0,989 Mio.      |
| 26         | 8         | Unentschieden         | Two Points for Honesty     | 20. Jan. 2022        | 15. Nov. 2023                         | Bosede Williams             | Blythe Ann Johnson                                                                        | 1,086 Mio.      |
| 27         | 9         | Auf einen Schlag      | Sucker Punch               | 27. Jan. 2022        | 15. Nov. 2023                         | Amyn Kaderali               | Aaron Carew                                                                               | 1,044 Mio.      |
| 28         | 10        | Klartext              | Nudge                      | 3. März 2022         | 15. Nov. 2023                         | Steve Robin                 | Seamus Kevin Fahey & Casey Fisher                                                         | 0,897 Mio.      |
| 29         | 11        | Grenzen               | Boundaries                 | 10. März 2022        | 15. Nov. 2023                         | David McWhirter             | Geri Carillo                                                                              | 0,854 Mio.      |
| 30         | 12        | Das Rennen            | Common Ground              | 31. März 2022        | 15. Nov. 2023                         | Charissa Sanjarernsuithikul | Maya Vyas                                                                                 | 0,961 Mio.      |
| 31         | 13        | Die eine gute Sache   | One Good Thing             | 7. Apr. 2022         | 15. Nov. 2023                         | Ben Hernandez Bray          | Bret VandenBos & Brandon Willer                                                           | 0,905 Mio.      |
| 32         | 14        | Mit allen Mitteln     | No Such Thing As Fair Play | 14. Apr. 2022        | 15. Nov. 2023                         | Jensen Ackles               | Katherine Alyse                                                                           | 0,854 Mio.      |
| 33         | 15        | Unvergessen           | Bygones                    | 28. Apr. 2022        | 15. Nov. 2023                         | Phil Hardage                | David James                                                                               | 0,698 Mio.      |
| 34         | 16        | Nur vom Feinsten      | Champagne Problems         | 5. Mai 2022          | 15. Nov. 2023                         | Kelli Williams              | Casey Fisher & Blythe Ann Johnson                                                         | 0,671 Mio.      |
| 35         | 17        | Zerrissen             | Torn                       | 2. Juni 2022         | 15. Nov. 2023                         | America Young               | Aaron Carew                                                                               | 0,867 Mio.      |
| 36         | 18        | Vermisst              | Search and Rescue          | 9. Juni 2022         | 15. Nov. 2023                         | Austin Nichols              | Bret VandenBos & Brandon Willer Idee: Seamus Kevin Fahey, Bret VandenBos & Brandon Willer | 0,895 Mio.      |
| 37         | 19        | Gnadenlos             | A Matter of Miles          | 16. Juni 2022        | 15. Nov. 2023                         | Tessa Blake                 | Aaron Carew & Anna Fricke                                                                 | 0,879 Mio.      |
| 38         | 20        | Bis zum bitteren Ende | Something’s Missing        | 23. Juni 2022        | 15. Nov. 2023                         | Steve Robin                 | Seamus Kevin Fahey & Anna Fricke                                                          | 0,844 Mio.      |

## Staffel 3
Die Erstausstrahlung der dritten Staffel war vom 6. Oktober 2022 bis zum 11. Mai 2023 auf dem US-amerikanischen Sender The CW zu sehen. Eine deutschsprachige Erstveröffentlichung fand bisher noch nicht statt.
| Nr. (ges.) | Nr. (St.) | Deutscher Titel | Originaltitel                            | Erstausstrahlung USA | Deutschsprachige Erstausstrahlung (–) | Regie               | Drehbuch                                           | Zuschauer (USA) |
| ---------- | --------- | --------------- | ---------------------------------------- | -------------------- | ------------------------------------- | ------------------- | -------------------------------------------------- | --------------- |
| 39         | 1         | –               | World on a String                        | 6. Okt. 2022         | –                                     | Steve Robin         | Anna Fricke Idee: Seamus Kevin Fahey & Anna Fricke | 0,760 Mio.      |
| 40         | 2         | –               | Sittin’ on a Rainbow                     | 13. Okt. 2022        | –                                     | Austin Nichols      | Aaron Carew                                        | 0,673 Mio.      |
| 41         | 3         | –               | Rubber Meets the Road                    | 20. Okt. 2022        | –                                     | April Winney        | Bret VandenBos & Brandon Willer                    | 0,694 Mio.      |
| 42         | 4         | –               | Wild Horses Couldn’t Drag Me Away        | 27. Okt. 2022        | –                                     | Chad Dashnaw        | Russel Friend                                      | 0,801 Mio.      |
| 43         | 5         | –               | Mum’s the Word                           | 3. Nov. 2022         | –                                     | Stephanie Martin    | Blythe Ann Johnson                                 | 0,744 Mio.      |
| 44         | 6         | –               | Something There That Wasn’t There Before | 10. Nov. 2022        | –                                     | Peter B. Kowalski   | Geri Carillo & Casey Fisher                        | 0,769 Mio.      |
| 45         | 7         | –               | Just Desserts                            | 17. Nov. 2022        | –                                     | Steve Robin         | Anna Fricke, Bret VandenBos & Brandon Willer       | 0,796 Mio.      |
| 46         | 8         | –               | Cry Uncle                                | 12. Jan. 2023        | –                                     | America Young       | Aaron Carew                                        | 0,739 Mio.      |
| 47         | 9         | –               | Buffering                                | 19. Jan. 2023        | –                                     | Lauren Petzke       | Maya Vyas                                          | 0,763 Mio.      |
| 48         | 10        | –               | Blinded by the Light                     | 26. Jan. 2023        | –                                     | Kevin Berlandi      | Russel Friend                                      | 0,757 Mio.      |
| 49         | 11        | –               | Past Is Prologue                         | 16. Feb. 2023        | –                                     | Clara Aranovich     | Blythe Ann Johnson                                 | 0,817 Mio.      |
| 50         | 12        | –               | Best Laid Plans                          | 23. Feb. 2023        | –                                     | Paul Hunziker       | Geri Carillo                                       | 0,673 Mio.      |
| 51         | 13        | –               | The Deserters                            | 2. März 2023         | –                                     | Steve Robin         | Casey Fisher                                       | 0,619 Mio.      |
| 52         | 14        | –               | False Flag (1)                           | 23. März 2023        | –                                     | Richard Speight Jr. | David James                                        | 0,672 Mio.      |
| 53         | 15        | –               | False Flag (2)                           | 30. März 2023        | –                                     | David McWhirter     | Bret VandenBos & Brandon Wille                     | 0,596 Mio.      |
| 54         | 16        | –               | Daddy Was a Bank Robber                  | 27. Apr. 2023        | –                                     | Amyn Kaderali       | Eddy Hewitt Jr.                                    | 0,542 Mio.      |
| 55         | 17        | –               | It Writes Itself                         | 4. Mai 2023          | –                                     | Joel Novoa          | Aaron Carew                                        | 0,505 Mio.      |
| 56         | 18        | –               | It’s a Nice Day for a Ranger Wedding     | 11. Mai 2023         | –                                     | Steve Robin         | Anna Fricke & Russel Friend                        | 0,500 Mio.      |

## Staffel 4
Die Erstausstrahlung der vierten Staffel war vom 3. April 2024  bis zum 26. Juni 2024 auf dem US-amerikanischen Sender The CW zu sehen. Eine deutschsprachige Erstveröffentlichung fand bisher noch nicht statt.
| Nr. (ges.) | Nr. (St.) | Deutscher Titel | Originaltitel                        | Erstausstrahlung USA | Deutschsprachige Erstausstrahlung (–) | Regie              | Drehbuch                         | Zuschauer (USA) |
| ---------- | --------- | --------------- | ------------------------------------ | -------------------- | ------------------------------------- | ------------------ | -------------------------------- | --------------- |
| 57         | 1         | –               | The Quiet                            | 3. Apr. 2024         | –                                     | Steve Robin        | Bret VandenBos & Brandon Willer  | 0,485 Mio.      |
| 58         | 2         | –               | Maybe it’s Maybelline                | 10. Apr. 2024        | –                                     | Steve Robin        | Aaron Carew                      | 0,597 Mio.      |
| 59         | 3         | –               | Lessons From the Gift Shop           | 17. Apr. 2024        | –                                     | Ben Hernandez Bray | Blythe Ann Johnson               | 0,506 Mio.      |
| 60         | 4         | –               | Insane B.S. and Bloodshed            | 24. Apr. 2024        | –                                     | Ben Hernandez Bray | Casey Fisher                     | 0,548 Mio.      |
| 61         | 5         | –               | We’ve Been Here Before               | 1. Mai 2024          | –                                     | Bola Ogun          | Geri Carillo                     | 0,455 Mio.      |
| 62         | 6         | –               | We All Fall Down                     | 8. Mai 2024          | –                                     | Bola Ogun          | Bret VandenBos & Brandon Willer  | 0,379 Mio.      |
| 63         | 7         | –               | Hold Me Now                          | 15. Mai 2024         | –                                     | Stephanie Martin   | Casey Fisher & Russel Friend     | 0,474 Mio.      |
| 64         | 8         | –               | Witt’s End                           | 22. Mai 2024         | –                                     | Stephanie Martin   | Aaron Carew                      | 0,362 Mio.      |
| 65         | 9         | –               | A History of Horrors and Other Tales | 29. Mai 2024         | –                                     | Phil Hardage       | Blythe Ann Johnson               | 0,566 Mio.      |
| 66         | 10        | –               | End This Way                         | 5. Juni 2024         | –                                     | Chad Dashnaw       | David James                      | 0,560 Mio.      |
| 67         | 11        | –               | Let's Go, Lets Go                    | 12. Juni 2024        | –                                     | Anna Fricke        | Anna Fricke                      | 0,500 Mio.      |
| 68         | 12        | –               | Letting Go                           | 19. Juni 2024        | –                                     | Steve Robin        | Casey Fisher & Russel Friend     | 0,561 Mio.      |
| 69         | 13        | –               | See You Sometime                     | 26. Juni 2024        | –                                     | Steve Robin        | Anna Fricke & Blythe Ann Johnson | 0,553 Mio.      |